# حركة الرابع من مايو
حركة الرابع من مايو (بالصينية: 五四運動) هي حركة ثقافية وسياسية معادية للاستعمارية انبثقت عن الاحتجاجات الطلابية في بكين في 4 مايو 1919.
احتج الطلاب ردًا على موقف الحكومة الصينية الضعيف على معاهدة فرساي، إذ قررت الحكومة السماح لليابان بالاحتفاظ بأراضي في شاندونغ التي سلّمتها ألمانيا بعد حصار تسينغتاو في عام 1914. أثارت المظاهرات احتجاجات على مستوى الأمة وحفّزت تصاعد القومية الصينية، والتحول نحو التعبئة السياسية، والابتعاد عن الأنشطة الثقافية، والتحرك نحو القاعدة الجماهيرية، والنأي عن النخب السياسية والفكرية التقليدية.
ظهر العديد من القادة الراديكاليين والسياسيين والاجتماعيين في العقود الخمسة التالية في ذلك الوقت. بمعنى أوسع، غالبًا ما يستخدم مصطلح «حركة الرابع من مايو» للإشارة إلى الفترة ما بين 1915-1921 والتي غالبًا ما يطلق عليها «حركة الثقافة الجديدة».

## خلفية
على حد تعبير المؤرخ في جامعة أكسفورد رانا ميتر «إن الجو والمزاج السياسي اللذين ظهرا عام 1919 تقريبًا هما في صميم مجموعة من الأفكار التي شكّلت القرن العشرين التاريخي للصين». أعلن تفكّك مملكة تشينغ في عام 1911 نهاية الحكم الإمبراطوري القوي الذي امتد آلاف السنين، واستهلّ نظريًا فترة جديدة كانت فيها السلطة السياسية بيد الشعب. ومع ذلك، أصبحت الصين دولة مجزّأة يسيطر عليها أمراء الحرب الذين كانوا مهتمين بالسلطة السياسية والجيوش الإقليمية أكثر من اهتمامهم بالمصلحة الوطنية. بعد وفاة يوان شيكاي في عام 1916، ركزت الحكومة في بكين على قمع المعارضة الداخلية ولم يكن بوسعها فعل الكثير لمواجهة النفوذ والسيطرة الأجنبية. أدت حركة الأول من مارس في كوريا عام 1919، والثورة الروسية عام 1917، والهزائم على يد القوى الأجنبية، ووجود مناطق النفوذ إلى تأجيج القومية الصينية لدى الطبقة الوسطى الناشئة والقادة الثقافيين.
اعتقد قادة حركة الثقافة الجديدة أن القيم الكونفوشيوسية التقليدية كانت سبب ضعف الأمة السياسي. دعا القوميون الصينيون إلى رفض القيم التقليدية وتبنّي المثل الغربية مثل «سيادة العلم» و «سيادة الديمقراطية» بدلًا من «السيد كونفوشيوس» لتقوية الأمة الجديدة. ساهمت هذه الآراء والبرامج المتمردة والمناهضة للتقاليد في تشكيل سياسة الصين وثقافتها حتى الوقت الحاضر.

## مشكلة شاندونغ
دخلت الصين الحرب العالمية الأولى إلى جانب قوى الوفاق الثلاثي المتحالفة في عام 1917. مع أنه في ذلك العام أُرسل 140 ألف عامل صيني (كجزء من الجيش البريطاني، كتيبة العمال الصينيين) إلى فرنسا، منحت معاهدة فرساي في أبريل 1919 الحقوق الألمانية في مقاطعة شاندونغ لليابان. قدّم مندوبو الحكومة الصينية المطالب التالية:
1. إلغاء جميع الامتيازات الممنوحة للقوى الأجنبية في الصين، مثل الحصانة المحلية
2. إلغاء «المطالب الإحدى والعشرين» مع اليابانيين
3. استعادة الصين لأراضي شاندونغ وحقوقها التي أخذتها اليابان من ألمانيا خلال الحرب العالمية الأولى.

هيمن الحلفاء الغربيون على الاجتماع في فرساي، ولم يولوا اهتمامًا كبيرًا للمطالب الصينية، إذ صبّت بريطانيا وفرنسا جُلّ اهتماميها على معاقبة ألمانيا. مع أن الولايات المتحدة روّجت لمبادئ وودرو ويلسون الأربعة عشر والمثل العليا لتقرير المصير، عجزت عن تعزيز هذه المُثُل في مواجهة المقاومة العنيدة لديفيد لويد جورج وجورج كليمنصو والكونغرس الأمريكي. أثارت الدعوة الأمريكية إلى تقرير المصير في عصبة الأمم اهتمام المثقفين الصينيين، لكن فشلهم في المتابعة اعتُبر خيانة. أدى الفشل الدبلوماسي الصيني في مؤتمر باريس للسلام إلى اندلاع حركة الرابع من مايو، وأصبحت تُعرف باسم «مشكلة شاندونغ».

## أيام الاحتجاج
في صباح يوم 4 مايو 1919، اجتمع ممثلو الطلاب من ثلاث عشرة جامعة محلية مختلفة في بكين وصاغوا خمسة قرارات:
1. معارضة منح شاندونغ لليابانيين بموجب التنازلات الألمانية السابقة.
2. نشر الوعي وإذكائه لدى الجماهير في الصين بموقف الصين المتزعزع.
3. التوصية بتجمع واسع النطاق في بكين.
4. تعزيز إنشاء اتحاد للطلاب في بكين.
5. تنظيم مظاهرة بعد ظهر ذلك اليوم احتجاجًا على بنود معاهدة فرساي.

بعد ظهر يوم 4 مايو، سار أكثر من 4,000 طالب من جامعة يان جينغ وجامعة بكين والكليات الأخرى من عدة نقاط للتجمع أمام تيانانمن. وردّدوا هتافات مثل «ناضلوا من أجل السيادة الخارجية، وتخلّصوا من خونة الوطن في الداخل»، و «الغوا المطالب الإحدى والعشرين»، و «لا توقّعوا على معاهدة فرساي».
وأعربوا عن غضبهم من خيانة الحلفاء للصين، واستنكروا عجز الحكومة عن حماية المصالح الصينية، ودعوا إلى مقاطعة المنتجات اليابانية. أصر المتظاهرون على استقالة ثلاثة مسؤولين صينيين اتُّهموهم بالتعاون مع اليابانيين. اعتُقل الطلاب المتظاهرون وزُجّوا في السجون وضُربوا ضربًا مبرحًا بعد حرقهم أماكن إقامة هؤلاء المسؤولين وضرب بعض خَدَمهم.
في اليوم التالي، أضرب الطلاب في بكين جميعهم، وانضم الطلاب والتجار الوطنيون والعمال إلى الاحتجاجات في المدن الكبرى في جميع أنحاء الصين. استجدى المتظاهرون الصحف ببراعة وأرسلوا مندوبين لنقل الأخبار في جميع أنحاء البلاد. منذ بداية يونيو، أضرب أيضًا العمال ورجال الأعمال في شنغهاي مع انتقال مركز الحركة من بكين إلى شنغهاي. ورتّب رؤساء الجامعة من ثلاث عشرة جامعة لإطلاق سراح الطلاب السجناء، واستقال مدير جامعة بكين تساي يوانبي تعبيرًا عن احتجاجه.
قدمت الصحف والمجلات والجمعيات المدنية والغرف التجارية الدعم للطلاب. هدّد التجار بالامتناع عن دفع الضرائب إذا استمر عناد الحكومة الصينية. في شنغهاي، أدى إضراب عام للتجار والعمال إلى إلحاق الدمار بالاقتصاد الصيني بأكمله تقريبًا. تحت ضغط جماهيري مكثف، أطلقت حكومة بكين سراح الطلاب الموقوفين وطردت تساو رولين وتشانغ تسونغ شيانغ ولو تسونغ يو الذين اتُّهموا بالتعاون مع اليابانيين. رفض المندوبون الصينيون في باريس التوقيع على معاهدة فرساي: حقّقت حركة الرابع من مايو نصرًا أوليًا كان رمزيًا في المقام الأول، إذ بقيت اليابان حينها مسيطرة على شبه جزيرة شاندونغ والجزر في المحيط الهادئ. أظهر النجاح الذي حققته الحركة -وإن كان جزئيًا- قدرة الطبقات الاجتماعية في جميع أنحاء الصين على التعاون بنجاح في ضوء الدافع والقيادة المناسبين.

## ولادة الشيوعية الصينية
لسنوات عديدة، كان الرأي التقليدي في جمهورية الصين الشعبية هو أنه بعد مظاهرات عام 1919 وقمعها، أصبحت مناقشة التغييرات السياسية المحتملة أكثر واقعية من الناحية السياسية. تحوّل أشخاص مثل تشن دوكسيو ولي تا تشاو إلى اليسار وكانا من بين المؤسسين البارزين للحزب الشيوعي الصيني في عام 1921، بينما شارك مثقفون آخرون، من أمثال الكاتب والمحرّض الأناركي با جين، في الحركة. تبنّت الشخصيات الإرادية أو العدمية في الأصل، مثل لي شيسن وتشو تشيان تشي، تحوّلًا مشابهًا إلى اليسار، إذ شهدت الصين اضطرابًا متزايدًا في عشرينيات القرن العشرين.